# Coelaenomenodera thomsoni
Coelaenomenodera thomsoni es un coleóptero de la familia Chrysomelidae.
Fue descrita científicamente en 1909 por Gestro.